# Melpômene
Melpômene (português brasileiro) ou Melpómene (português europeu) (em grego clássico: Μελπομένη; romaniz.: Melpoménê; "aquela que é melodiosa") foi uma das nove musas da mitologia grega, as filhas de Zeus e Mnemósine. Era a musa da tragédia, apesar de seu canto alegre.
É representada com uma máscara trágica e usando botas de couro (coturnos), tradicionalmente usadas por atores trágicos. Costuma usar uma faca ou bastão em uma mão e uma máscara na outra. Na cabeça é apresentada com uma coroa de cipreste.